# Knut Källström
Knut Malkolm Källström, född 30 januari 1888 i Stockholm, död där 12 juli 1949, var en svensk företagsledare.
Knut Källström var son till poliskonstapel Jaen Peter Källström. Han var elev vid Katarina realskola och därefter vid Frans Schartaus Handelsinstitut 1903–1905. Källström var 1906–1917 tjänsteman vid Rederi AB Rex och därefter 1917–1923 vid Rederi AB Fredrika i Kramfors. Under tiden här visade han sig som en skicklig förhandlare och administratör. 1923 återvände han till Stockholm för att tillsammans med sin förre chef Waldemar Beijer på nytt starta upp Rederi AB Rex med Källström som VD. Man startade i blygsam skala med endast ett fartyg men lyckades trots problem med konjunkturerna under 1920-talet växa och 1939 hade man redan 15 fartyg. Under andra världskriget förstördes 9 av dessa men man kunde efter kriget återuppbygga sin flotta och vid Källströms död innehade rederiet 19 fartyg. Han var även från 1942 ledamot av styrelsen för Inteckningsbanken AB och var från 1943 direktör för Stockholms sjömanshus. Källström är begravd på Norra begravningsplatsen utanför Stockholm.